# B.A.T. II
B.A.T. II (poza Francją wydana jako The Koshan Conspiracy) – komputerowa gra przygodowo-fabularna osadzona w realiach science fiction, wyprodukowana przez francuskie studio Computer's Dream i wydana w 1991 roku przez Ubisoft. Ukazała się na platformach Atari ST, MS-DOS i Amiga. Jest to sequel gry B.A.T. z 1989 roku, osadzony jednak w innym uniwersum.

## Fabuła
Akcja B.A.T. II rozgrywa się na planecie rodu Shedishanów, w mieście Roma II, wzorowanym zarówno architektonicznie, jak i ustrojowo na starożytnym Rzymie. Głównym zadaniem gracza jest rozpracowanie spółki Koshan, wydobywającej metale szlachetne na satelicie władanej przez Shedishanów, na które ma ona monopol.

## Rozgrywka
B.A.T. II jest grą przygodowo-fabularną, której świat gracz obserwuje z perspektywy pierwszej osoby. W porównaniu z pierwowzorem B.A.T. II ma bardziej linearny przebieg; gracz dostaje konkretne misje do zrealizowania. Gracz ma większą możliwość interakcji z napotkanymi przechodniami, polegającą na uzyskiwaniu informacji o świecie przedstawionym oraz tworzeniu własnej drużyny. Graczowi dana jest możliwość programowania interfejsu gry za pośrednictwem implantu BOB. Oprócz konwersacji, eksploracji przestrzeni i walki istotnym elementem gry jest lot statkiem kosmicznym, na podobieństwo trójwymiarowego symulatora Wing Commander (1990).

## Produkcja
Za produkcję B.A.T. II, podobnie jak pierwszej części dyptyku, odpowiedzialne było studio Computer's Dream pod wodzą Hervé Lange'a i Oliviera Cordoléaniego. W porównaniu z pierwszą odsłoną B.A.T. wprowadzono szereg innowacji technicznych, w tym obecność żywych przechodniów przemieszczających się po poszczególnych lokalizacjach oraz trójwymiarową sekwencję lotu kosmicznego. Wydaniem gry zajęła się spółka Ubisoft. Pierwotnie gra zadebiutowała pod koniec 1991 roku. W 1993 roku – już w ramach osobnego studia Haïku – Lange i Cordoléani wyprodukowali wersję gry na płyty CD, która zawierała większą liczbę animacji oraz około 250 megabajtów nagranych głosów postaci niezależnych.

## Odbiór
We Francji gra została przyjęta entuzjastycznie. Powszechnie chwalono oprawę audiowizualną, przy czym Olivier Hautefeuille z pisma „Tilt” pisał: „Dzięki rozgrywce w czasie rzeczywistym, klimatowi dźwiękowemu i najwyższej jakości grafice, jest to udana mieszanka akcji, przygody i gry fabularnej”.